# Shrek 2
Shrek 2 je američki računalni animirani film iz 2004. u produkciji DreamWorksa i nastavak tri godine ranije prikazanog Shreka. U našim kinima premijerno je prikazan 26. kolovoza 2004.
U SAD-u, gdje se počeo prikazivati nešto više od tri mjeseca ranije nego kod nas, Shrek 2 je postao animirani film s najvećom zaradom svih vremena u prvom vikendu prikazivanja i, do 2004., uopće treći film svih vremena po zaradi tijekom prvog vikenda prikazivanja. Do 27. lipnja 2004. zaradio je 390 milijuna dolara u SAD-u i 383 milijuna diljem svijeta. Budući da je budžet za produkciju filma iznosio 75 milijuna dolara, a dodatnih 50 utrošeno je u promociju, Shrek 2 se pokazao izuzetno profitabilnim za produkcijsku kuću DreamWorks.

## Radnja
Nakon što se Shrek i princeza Fiona vrate sa svog medenog mjeseca, dobivaju pozivnicu od njezinih roditelja da ih posjete. Princeza Fiona svojim roditeljima, kralju Haroldu i kraljici Lilian, nije rekla da se udala za ogra, te i sama to postala. Zajedno sa svojim nametljivim prijateljem magarcem, par se zaputi u kraljevstvo Tamo Tamo Daleko kako bi upoznali kralja i kraljicu.
Nakon što Vilinska Kuma doznaje da je Fiona udana za Shreka, podsjeti kralja Harolda na njihov dogovor da se princeza Fiona uda za njezinog sina Princa Šarmera. Potaknut njezinim prijetnjama i svojim nezadovoljstvom da ima ogra za zeta, unajmljuje Mačka u čizmama da ubije Shreka.

## Uloge
| Ime             | Engleska verzija  | Hrvatska verzija      |
| --------------- | ----------------- | --------------------- |
| Shrek           | Mike Myers        | Vedran Mlikota        |
| Magarac         | Eddie Murphy      | Krešimir Mikić        |
| Fiona           | Cameron Diaz      | Renata Sabljak        |
| Kralj Harold    | John Cleese       | Pero Juričić          |
| Kraljica Lilian | Julie Andrews     | Mirela Brekalo        |
| Vilinska kuma   | Jennifer Saunders | Jasna Bilušić         |
| Princ Šarmer    | Rupert Everett    | Aleksandar Cvjetković |
| Mačak u Čizmama | Antonio Banderas  | Sven Medvešek         |

Ostali glasovi:
- Ilina Antolović
- Barbara Kolar
- Janko Rakoš
- Alen Balen
- Vlado Kovačić
- Božidar Smiljanić
- Dražen Bratulić
- Roman Wagner
- Jadranka Krajina
- Ranko Tihomirović
- Franjo Dijak
- Daniel Matulić
- Marko Torjanac
- Matija Prskalo

Zbor:
- Kristijan Beluhan
- Daria Hodnik Marinković
- Vladimir Pavelić
- Dragan Brnas
- Jadranka Krištof
- Renata Sabljak

- Sinkronizacija: Duplicato Media d.o.o.
- Redateljica dijaloga: Ivana Vlkov Wagner
- Redateljica vokalnih izvedbi: Iva Niković
- Prijevod i stihovi dijaloga: Tomislav Mihalić

## Nagrade i nominacije
Nominiran za nagradu Saturn u kategoriji najboljeg animiranog filma i najboljeg specijalnog DVD izdanja 2004.

## Ostalo
DVD izdanje filma sadrži i 10-minutni dodatak nazvan Far Far Away Idol u kojem se likovi iz filma natječu u pjevanju, a sve je izvedeno u stilu poznatog talent-showa American Idol, koji je bio inspiracija za mnoge takve showove diljem svijeta, među kojima je hrvatska inačica Hrvatski idol. Taj se dodatak može izabrati u izborniku (disk 1 u dvostrukom izdanju), ali se i automatski počinje prikazivati kad se film pogleda do kraja, a nakon što završi, gledatelj sam može izabrati pobjednika natjecanja.

## Vanjske poveznice
- Shrek 2 u internetskoj bazi filmova IMDb-a